# Cicindela shinjii
Cicindela shinjii is een keversoort uit de familie van de loopkevers (Carabidae). De wetenschappelijke naam van de soort is voor het eerst geldig gepubliceerd in 2000 door Sawada & Wiesner.